# Groß-Gerau
Groß-Gerau (germană: [ɡʁoːsˈɡeːʁaʊ]) este un oraș din landul Hessa, Germania, reședința districtului omonim.